# 1916 год в истории железнодорожного транспорта
1916 год в истории железнодорожного транспорта

## События
- В России закончено строительство Мурманской железной дороги, соединившей север страны с центральными регионами.[1]
- В Иране построена железная дорога.[1]
- Закончено строительство Амурской железной дороги.
- 5 (18) октября был освящён и открыт для постоянного движения мост через Амур, завершивший строительство Транссибирской магистрали.
- 16 ноября — завершено строительство железной дороги «Екатеринбург — Егоршино — Тавда».